# 랠프 크레이그
랠프 쿡 크레이그(Ralph Cook Craig, 1889년 6월 21일 ~ 1972년 7월 21일)는 미국의 단거리 육상 선수이자, 1912년 스톡홀름 올림픽 2관왕이다.
미시간주 디트로이트에서 태어나 시초에 허들 선수였던 크레이그는 미시간 대학교에서 단거리 육상으로 길을 바꾸었다. 1910년 아마추어 대학 육상 선수권 대회에서 220 야드를 우승하고 이듬해 되풀이하였다.
1912년 올림픽 출전에 합격하여 스웨덴으로 떠난 크레이그는 100m 결승전에 도달하였다. 거기서 가장 큰 우승 후보는 예선전들에서 10.6초의 세계 기록을 세운 돈 리핀콧이었다. 7번 이상의 잘못된 시작이 없던 후에 크레이그는 10.8초를 세워 우승하고 리핀콧은 3위를 하였다. 크레이그와 리핀콧은 200m에서 다시 결투를 벌였으며, 각각 1·2위를 하였다.
올림픽이 끝나자마자 스포츠에서 은퇴하였다. 1948년 미국 요트 팀에 교체 선수로서 올림픽에 돌아온 크레이그는 사실 경연에 나가지 않고, 런던 올림픽 개막식에 기수로 나왔다.
83세의 나이로 뉴욕주 레이크 조지에서 사망하였다.